# Логинов, Александр Борисович
Александр Борисович Логинов (7 декабря 1917, Верхняя, Вятская губерния — 4 мая 1992, Челябинск-65, Челябинская область) — старший сержант Советской Армии, участник Великой Отечественной войны, Герой Советского Союза (1945).

## Биография
Родился 7 декабря 1917 года в деревне Верхняя Вятской губернии (ныне — Малмыжский район Кировской области).
После окончания пяти классов школы работал в родительском хозяйстве, колхозе, на железной дороге.
В октябре 1938 года был призван на службу в Рабоче-крестьянскую Красную Армию. В 1939 году окончил Петрозаводскую школу младшего начсостава войск НКВД СССР. Участвовал в боях советско-финской войны.
С июня 1941 года — на фронтах Великой Отечественной войны. Участвовал в битве за Москву и Курской битве. Был ранен.
К февралю 1945 года гвардии сержант Александр Логинов командовал орудием 52-го гвардейского артиллерийского полка 18-й гвардейской стрелковой дивизии 11-й гвардейской армии 3-го Белорусского фронта. Отличился во время боёв в Восточной Пруссии. 5-6 февраля 1945 года на подступах к Кёнигсбергу расчёт Логинова в бою уничтожил 6 танков и 1 самоходное артиллерийское орудие противника, благодаря чему штурмовая группа смогла захватить вражеский опорный пункт. 8 апреля 1945 года расчёт Логинова одним из первых переправился через реку Прегель и прикрыл своим огнём переправу пехоты, уничтожив 16 огневых точек и около взвода солдат и офицеров противника.
Указом Президиума Верховного Совета СССР от 26 июня 1945 года за «образцовое выполнение заданий командования и проявленные мужество и героизм в боях с немецкими захватчиками» гвардии сержант Александр Логинов был удостоен звания Героя Советского Союза с вручением ордена Ленина и медали «Золотая Звезда» за номером 8715.
Участвовал в Параде Победы. В 1946 году в звании старшего сержанта был демобилизован. Проживал и работал в Ижевске, посёлке Симоновский, городе Челябинск-40 (Озёрск).
Умер 4 мая 1992 года, похоронен в Озёрске.
Был также награждён двумя орденами Отечественной войны 1-й степени, орденом Славы 3-й степени, рядом медалей.

## Комментарии
1. ↑  Ныне не существующий посёлок в Кильмезском районе[2].